# 1896년 하계 올림픽 스웨덴 선수단
스웨덴은 1896년 4월 6일부터 15일까지 그리스 아테네에서 열린 제1회 하계 올림픽에 참가했다. 스웨덴의 유일한 참가 선수인 헨리크 셰베리는 육상과 체조에 걸쳐 다섯 개 세부 종목에 참가했지만 메달을 따지는 못했다. 스웨덴은 이탈리아, 칠레, 불가리아와 함께 이 대회에서 단 하나의 메달로 획득하지 못한 나라였다.

## 종목별 성적

### 육상
스웨덴의 유일한 참가자 헨리크 셰베리가 거둔 최고의 성적은 높이뛰기였다. 이 종목에서 그는 4위를 차지했다. 조별로 두 명이 결선에 나갈 수 있는 100m 달리기에서는 예선을 통과하지 못했다.
트랙 경기
| 선수          | 세부 종목 | 예선 | 예선 | 결선      | 결선      |
| 선수          | 세부 종목 | 기록 | 순위 | 기록      | 순위      |
| 헨리크 셰베리 | 100m      | 불명 | 불명 | 진출 실패 | 진출 실패 |

필드 경기
| 선수          | 세부 종목  | 기록 | 순위 |
| 헨리크 셰베리 | 높이뛰기   | 1.60 | 4    |
| 헨리크 셰베리 | 멀리뛰기   | ?    | ?    |
| 헨리크 셰베리 | 원반던지기 | ?    | ?    |

## 체조
| 선수          | 세부 종목 | 기록 | 순위 |
| 헨리크 셰베리 | 도마      | ?    | ?    |

## 참고 문헌
- Lampros, S.P.; Polites, N.G.; De Coubertin, Pierre; Philemon, P.J.; & Anninos, C. (1897). 《The Olympic Games: BC 776 – AD 1896》 (PDF). Athens: Charles Beck. 2013년 1월 16일에 원본 문서 (PDF)에서 보존된 문서. 2010년 4월 9일에 확인함.
- Mallon, Bill; & Widlund, Ture (1998). 《The 1896 Olympic Games. Results for All Competitors in All Events, with Commentary》 (PDF). Jefferson: McFarland. ISBN 0-7864-0379-9. 2011년 5월 14일에 원본 문서 (PDF)에서 보존된 문서. 2010년 4월 9일에 확인함.
- Smith, Michael Llewellyn (2004). 《Olympics in Athens 1896. The Invention of the Modern Olympic Games》. London: Profile Books. ISBN 1-86197-342-X.